# 仙台市民歌
「仙台市民歌」（せんだいしみんか）は日本の政令指定都市の1市で、宮城県の県庁所在地である仙台市の市歌。作詞・佐々木青、作曲・堀内敬三。

## 解説

### 作成経緯
1931年（昭和6年）が河北新報の創刊35周年に当たることを記念し、同紙の発行元である河北新報社が1月17日付の紙面で「仙台市民歌」の歌詞募集広告を掲載する。引き続き3月に掲載された社告において同社が提唱した市民歌の制定意義は、次のようなものであった。
審査委員には堀内敬三、土井晩翠、小宮豊隆が迎えられ、入選作の発表後に堀内が作曲を行うことになった。応募総数は約3000篇で、一次審査で44篇を選抜した後に最終候補として9篇が残り、その中から一等の採用作と二等・三等が選定される。このとき、二等となったのは「石川左京」という人物だったが、これは仙台出身の詩人・石川善助が変名で応募したものだった。曲の完成後、同年7月11日付の河北新報には、歌詞と楽譜を掲載した別刷りの付録が折り込まれた。

### 仙台市への寄贈
10月9日に河北新報社から仙台市へ楽曲が寄贈された際、仙台市役所では11月3日の明治節記念式典で参加者の斉唱を行うことを同紙に約束し、前倒しで練習会を開催した。10月28日には、仙台市主催の小学校児童体操大会で連坊小路尋常小学校5・6年児童が市民歌の演奏に合わせたマスゲームを披露している。
発表音楽会は明治節の後、11月14日に仙台市公会堂（現在の仙台市民会館）で仙台市と河北新報社の主催・宮城県後援により開催された。同月にはビクターレコード（現在のJVCケンウッド・ビクターエンタテインメント）から徳山璉の歌唱でSPレコードが発売されている。B面曲は仙台蔦奴が歌う新民謡「伊達小唄」。また、制定当日より仙台中央放送局（JOHK）が立町尋常小学校児童による斉唱を放送した。

### 制定後
戦前・戦中は盛んに演奏されたが、戦後は1番の歌詞にある「覇権」「大旆」などの表現が軍国主義に繋がるとして忌避され、公的な行事での演奏が自粛されるようになった。そのため、政令指定都市の市歌としては同時期に制定された福岡市歌と同様に市民の認知度が著しく低下しているが、民間のコンサートで演奏されたり広報紙『仙台市政だより』で紹介されるなど折に触れて取り上げられる場合がある。
1989年（平成元年）には市制100周年および政令指定都市移行を記念してダ・カーポが歌唱する「風よ雲よ光よ」が“新仙台市民歌”として制定されているが、同曲への“代替わり”ではなく従来の「仙台市民歌」も存続しているため、現在は新旧2曲の市歌が並立する状態となっている。

## 歌詞
歌詞は著作権保護期間満了。
（原文は旧字旧仮名遣い）

### 作詞者
作詞者の「佐々木青」こと佐々木 精一（ささき せいいち、1897年 - 1934年12月29日）は詩人、学芸員。号は米青。
祖父は黄金山神社の社司を務めた書家の佐々木巴渓。
入選時は財団法人斎藤報恩会博物館に勤務しており、詩人として著名であったが「仙台市民歌」入選から3年後の1934年（昭和9年）12月29日に死去した。享年38。